# 復讐もほどほどに
『復讐もほどほどに』（ふくしゅう - 、原題：The Framed Cat、1950年10月21日公開）はトムとジェリーの短編作品のひとつ。日本においては現在パブリックドメインとなっている。

## スタッフ
- 監督 - ウィリアム・ハンナ　ジョセフ・バーベラ
- 製作 - フレッド・クインビー
- 作画 - ケネス・ミューズ　エド・バージ　レイ・パターソン　アーヴン・スペンス
- 音楽 - スコット・ブラッドリー

## 作品内容
テーブルに置かれた焼きたてのローストチキン。トムは腿肉を一本くすねようとしたが、その折にマグカップを落として割ってしまう。お手伝いさんにイタズラがバレてはまずいと焦ったトムは、ジェリーを呼び出し腿肉を押し付けて濡れ衣を着せることに。挙句「トム!早くこの泥棒ネズミを追い出しておくれ!」と怯えるお手伝いさんに言われるがままにジェリーを追い出し、まんまとローストチキンの盗み食いに成功する。
しかしあらぬ罪を被せられたジェリーにとっては不愉快で仕方なかった。そんなジェリーの目に飛び込んだのは大きな骨を美味そうにしゃぶるスパイク。ジェリーはトムへの報復を企て、その骨をトムの手元に寄せつけることで骨泥棒に仕立て上げ、スパイクはその度にトムをしばき上げようとする。
更にジェリーは骨にボルトを埋め、昼寝中のトムの口にU字磁石をくわえさせた。すると磁力により骨がトムの口にくわえられ、その衝撃により磁石もトムの体内に入ってしまい、スパイクが腕ずくで離そうとしても骨はトムの体に引きつけられてしまう。堪忍袋の緒が切れたスパイクは骨共々トムを何処までも追い掛け回すことに。
ジェリーはその様子を空き缶の中から楽しげに傍観、報復は大成功…に思えたが、その空き缶も磁力によって引きつけられ、ジェリーもトムvsスパイクの追いかけっこに巻き込まれてしまうのだった。

## 登場キャラクター
トム
テーブルに置かれていたマグカップを割ったことでお手伝いさんに懲らしめられそうになるも、「ジェリーが鶏肉を盗み食いした」ことにして責任逃れしローストチキンを盗む。やがてジェリーから「自身がスパイクの骨を盗んだ」ことにされてしまい、最後はそのスパイクに追いかけられた。
ジェリー
トムから「鶏肉泥棒」の濡れ衣を着せられて不愉快な気分のなか、スパイクが大きな骨にしゃぶりつくのを見てトムも自分と同じように泥棒の濡れ衣を着せることを画策、「眠っているスパイクから骨を盗んで、昼寝中のトムのそばに置く」「スパイクが骨を盗まれないように穴を掘って埋める寸前に骨を盗み、トムの尻尾にその骨を紐で結ぶ」等の仕掛けをすることで、トムを悉く骨泥棒に仕立て上げ、最後にスパイクの骨に金属ボルトを入れ、トムの口には磁石をくわえさせ、磁力を用いることでトムがスパイクに追いかけられる構図を作り、その様子を空き缶から満足気に見ていたが、復讐の為とはいえ無関係なスパイクを利用した付けが回ったのか、空き缶が磁石に引き寄せられたためトムとスパイクの追いかけっこに巻き込まれてしまった。
お手伝いさん
台所からの物音を聞き「トムがまたイタズラをしている」と憤慨するが、トムが「ジェリーがローストチキンを盗み食いした」ことにすると「ジェリーを追い払う」ようトムに命じた。
スパイク
大きな骨をしゃぶり、やがてジェリーの策略にはまりその骨をトムに盗まれる。最後はそのトムをどこまでも追いかけた。

## その他
原題「Framed Cat」の「framed」はここでは「でっちあげられた、陥れられた」の意を持つスラングである。